# Caladenia nana
Caladenia nana är en orkidéart som beskrevs av Stephan Ladislaus Endlicher. Caladenia nana ingår i släktet Caladenia och familjen orkidéer.

## Underarter
Arten delas in i följande underarter:
- C. n. nana
- C. n. unita